# El Cool Magnifico
Albums de Coolio
Fantastic Voyage: The Greatest Hits
(2001) The Return of the Gangsta
(2006)
Singles
1. I Like Girls
Sortie : 2003
2. Ghetto Square Dance
Sortie : 2003
3. Sunshine
Sortie : 2003

El Cool Magnifico est le cinquième album studio de Coolio, sorti le 15 octobre 2002.

## Liste des titres
| No  | Titre                                          | Durée |
| --- | ---------------------------------------------- | ----- |
| 1.  | What is an MC                                  | 4:00  |
| 2.  | Shake It Up                                    | 4:11  |
| 3.  | Cadillac Vogues                                | 4:02  |
| 4.  | Show Me Love                                   | 4:02  |
| 5.  | I Like Girls                                   | 4:54  |
| 6.  | Ghetto Square Dance                            | 3:41  |
| 7.  | Would You Still Be Mine                        | 3:47  |
| 8.  | Sunshine                                       | 5:30  |
| 9.  | Hear Me Now                                    | 4:16  |
| 10. | Island Hop                                     | 3:24  |
| 11. | Like This (featuring Ms. Toi)                  | 4:02  |
| 12. | Skirrrt (featuring B-Real)                     | 4:14  |
| 13. | Knockout Kings                                 | 3:48  |
| 14. | Gangbangers (featuring Daz Dillinger et Spade) | 3:40  |
| 15. | Pop Yo Collar                                  | 4:58  |